# Ton Roosendaal
Ton Roosendaal é um cientista da computação que desenvolve o Blender, um software livre para modelagem tridimensional e editoração de jogos de grande aceitação internacional e comparável a softwares proprietários.
Em julho de 2009, Ton recebeu um Doutorado Honorário em Tecnologia pela Universidade Metropolitana de Leeds, por sua contribuição a tecnologia criativa. O Blender já recebeu reconhecimento da mídia, incluindo revistas, sites e universidades.